# Mother (série de jeux vidéo)
Pour les articles homonymes, voir Mother.
Mother (マザー, mazā), ou EarthBound en dehors du Japon, est une série de jeux vidéo de rôle japonais éditée par Nintendo, constituée de trois jeux : Mother, EarthBound, Mother 3.

## Titres

### Mother
En 1989, HAL Laboratory et Creatures, à l'époque nommée Ape, créent Mother. Nintendo distribue le jeu au Japon sur Famicom. Dans ce jeu, le joueur incarne un garçon de douze ans, Ninten, dont la maison est possédée par un esprit. Il part en voyage aux États-Unis en 1988 pour sauver la planète d'extraterrestres maléfiques. Dans ses aventures, il est accompagné d'une jeune fille du nom d'Ana, et deux autres garçons, respectivement Lloyd et Teddy.
Le jeu sort en 2003 sur Game Boy Advance au Japon, puis sur la console virtuelle de la Wii U en 2015 dans le monde sous le titre EarthBound Beginnings,.

### EarthBound
En 2013, Nintendo sort une version en anglais du jeu EarthBound sur la Console virtuelle de la Wii.

### Mother 3
Avec la localisation en 2013 et 2015 des deux premiers jeux de la série, de nombreux fans occidentaux demandent la localisation de Mother 3 en anglais. Des fans occidentaux font une traduction amateur du jour, d'autres signent une pétition demandant une sortie occidentale du jeu. L'éditeur Imran Khan affirme que Nintendo a dû annuler la sortie anglaise du jeu, en raison de la présence « d'éléments qui démarreraient une polémique ». Il affirme donc que si le jeu sort en anglais, il sera censuré.

### Mother 1+2
Mother 1+2 est une compilation sortie sur Game Boy Advance au Japon en 2003 regroupant Mother sorti sur Famicom en 1989 et EarthBound (Mother 2) sorti sur Super Nintendo en 1994.

## Éléments communs

### Personnages

#### Ninten
Ninten est le personnage principal du premier jeu Mother en 1989. C'est un jeune garçon de 12 ans logeant dans une maison à la périphérie de Mother's day (Podunk en version traduite en anglais officiel). Il vit avec sa mère et ses deux sœurs, sans oublier son père qui est en voyage d'affaires dans le jeu.
Ninten porte un t-shirt bleu avec une rayure noire dans le jeu et ce bien qu'on lui attribue un vêtement similaire à celui de Ness, protagoniste de EarthBound, ou encore des rayures bleues blanches et rouges comme sur les spots publicitaires japonais. À cela on ajoute une casquette rouge a la visière noire, des chaussures bleues avec des chaussettes rouges et enfin un short noir ou bleu foncé.
À la suite d’événements paranormaux survenus chez lui incluant entre autres la Possession d'une lampe de chevet ainsi que la poupée de sa sœur, il découvre qu'il possède d'étranges pouvoirs PSI et part ainsi explorer les États-Unis en quête de réponse.
Sur sa route il croisera Lloyd et Ana, deux autres enfants de son âge et combattra à répétition des envahisseurs extraterrestres venus conquérir la terre. Il récoltera également huit mélodies à la demande de la reine de Magicant, Mary.

#### Ness
Ness est le nom par défaut du héros du jeu EarthBound sur Super Nintendo. Ness est l'anagramme de SNES.
Il vit avec sa mère et sa sœur dans la banlieue de Onett, une bourgade tranquille dans le pays d'Eagleland. On ne voit jamais son père, on sait juste qu'il vit à l'extérieur de la maison (cependant, les sauvegardes s'effectuent en lui téléphonant, et que c'est lui qui donne l'argent de poche à Ness à mesure qu'il combat, en faisant des virements réguliers sur le compte bancaire de ce dernier).
Portant sa casquette rouge, son chandail à rayures horizontales jaune et bleue et ses pantalons bleue, il doit sauver le monde, investi de cette mission par le guerrier du futur métamorphosé en abeille : Buzz Buzz. Ness est doté de pouvoirs PSY et combat à l'aide d'objets du quotidien, avec une prépondérance pour la batte de baseball ou le yo-yo. Il se fera plusieurs amis au cours de l'aventure : Paula, la fille aux pouvoirs psychiques surdéveloppés résidant à Twoson, Jeff, un garçon très intelligent originaire de Winters et Poo, le prince de Dalaam.

##### Apparitions
Ness apparaît dans les jeux Super Smash Bros. (Nintendo 64), Super Smash Bros. Melee (Gamecube), Super Smash Bros. Brawl (Wii), Super Smash Bros. for Nintendo 3DS / for Wii U et Super Smash Bros. Ultimate (Nintendo Switch) en tant que personnage jouable. Cependant, le PK Thunder, le PSI Magnet et le PK Fire ne faisaient pas partie de ses attaques psychiques dans EarthBound. En effet, Ness est normalement doté de pouvoirs essentiellement défensifs, et sa palette d'attaques aurait été bien mince sans ce léger paradoxe.
Dans Super Smash Bros., il faut l'obtenir en réussissant le mode « classique » au niveau normal avec 3 vies et sans prendre de « continue ».
Dans Super Smash Bros. Melee, il est un des personnages disponibles dès le début du jeu.
Dans Super Smash Bros. Brawl, il faut soit jouer cinq matches en mode « brawl », renvoyer dix projectiles ou faire en sorte que Ness rejoigne votre équipe dans « l'Émissaire subspatial ».
Dans Super Smash Bros. for Nintendo 3DS / for Wii U, il est disponible à l'issue d'un combat après avoir joué dix matches ou fini une fois le mode classique dans la version 3DS. Il est toutefois disponible dès le début du jeu dans la version Wii U.

#### Lucas
Lucas (リュカ, Ryuka) est le nom du héros du jeu Mother 3 sur Game Boy Advance (sorti uniquement au Japon). Il vit avec son père, sa mère, son chien et son frère jumeau Claus. Il maîtrise des pouvoirs PSI. Son design rappelle celui de Ness qui a des pouvoirs semblable, et Ninten du premier épisode de la série.

##### Apparitions
Lucas apparait aussi comme personnage jouable dans Super Smash Bros. Brawl. Ses attaques spéciales ressemblent à celles de Ness, cependant son « PSY Tonnerre » inflige moins de dégâts, mais va plus loin que celui de Ness et a la capacité de traverser l'adversaire, et son « PSY Feu » va plus loin que celui de Ness, mais inflige moins de dommages et ne retient pas les adversaires dans un pilier de feu. Son attaque « PSY Gel » a l'avantage d'arrêter l'ennemi dans sa course, contrairement au « PSY Flash » de Ness qui frappe l'adversaire violemment mais a une cadence de tir moins soutenue. Ses attaques classiques (bouton A) sont très différentes de celles de Ness. Lucas utilise plus souvent ses pouvoirs (smash haut et bas, par exemple).
Il fait son retour dans Super Smash Bros. for Nintendo 3DS / for Wii U en tant que personnage jouable via DLC depuis juin 2015, puis dans Super Smash Bros. Ultimate.

## Postérité

### Traductions

#### Officielles
En 2013, Nintendo sort une version en anglais du jeu EarthBound sur la Console virtuelle de la Wii.

#### Amatrices
L'intégralité de la série a été traduite en français par des fans. Une traduction notable anglophone est celle de Mother 3 effectué par une équipe de fan dirigée par Clyde « Tomato » Mandelin (en).